# Wenjun Wu
En aquest nom xinès, el cognom és Wu.
Wenjun Wu (xinès: 吳文俊)  (Shanghai, 12 de maig de 1919 - Pequín, 7 de maig de 2017) va ser un matemàtic xinès.

## Vida i obra
Wu es va graduar en matemàtiques a la universitat Jiao Tong de Shanghai el 1940. Els anys següents, durant la Segona Guerra sino-japonesa, va ser mestre d'escola fins que el 1946 va ser contractat a l'Institut de Matemàtiques com assistent de recerca de Shiing-Shen Chern. El 1947 va obtenir una beca per estudiar a Europai hi va fer a la universitat d'Estrasburg on va obtenir el doctorat el 1949 sota la direcció de Charles Ehresmann; a continuació va estar a París, estudiant amb Henri Cartan al CNRS fins al 1951, quan va retornar a la Xina.
En retornar va ser nomenat professor de la universitat de Pequín i va treballar en el camp de la topologia, sobre tot, en el problemes de l'homotopia. Durant la Revolució Cultural (1966-1976) va ser enviat a treballar en una fàbrica de computadors analògics i híbrids i aleshores va començar el seu interès en l'estudi de la història de les matemàtiques xineses antigues. Pel seu estudi, va establir dos principis bàsics: 1) Totes les conclusions extretes han d'estar basades en els textos originals feliçment conservats fins al moment i 2) Totes les conclusions extretes han d'estar basades en raonaments fets a la manera dels avantpassats i utilitzant els coneixements i les eines i mètodes auxiliars disponibles en aquella època. Wu va afirmar que les antigues matemàtiques xineses el van inspirar el mètode que va desenvolupar, tant pel seu estil general com per tècniques específiques, per la mecanització de les demostracions geomètriques.
A partir de 1976, com membre de l'Acadèmia Xinesa de les Ciències, va dedicar els seus treballs a l'estudi de la mecanització i automatització dels procesos demostratius en les matemàtiques, motiu pel qual va rebre el premi Herbrand el 1997.